# AGOVV in het seizoen 1959/60
Het seizoen 1959/1960 was het zesde jaar in het bestaan van de Apeldoornse betaaldvoetbalclub AGOVV. De club kwam uit in de Eerste divisie B en eindigde daarin op de negende plaats.

## Wedstrijdstatistieken

### Eerste divisie B
|       | Alkmaar '54 | D.F.C. | DHC   | De Graafschap | Eindhoven | Go Ahead | Helmondia '55 | Heracles | Hermes DVS | Leeuwarden | Limburgia | RBC   | RCH   | SHS   | VSV   | ZFC   |
| ----- | ----------- | ------ | ----- | ------------- | --------- | -------- | ------------- | -------- | ---------- | ---------- | --------- | ----- | ----- | ----- | ----- | ----- |
| Thuis | 0 – 1       | 4 – 1  | 2 – 3 | 4 – 2         | 2 – 0     | 3 – 1    | 6 – 2         | 2 – 3    | 3 – 1      | 2 – 6      | 4 – 1     | 5 – 2 | 2 – 0 | 6 – 2 | 1 – 3 | 2 – 1 |
| Uit   | 0 – 0       | 3 – 1  | 2 – 1 | 2 – 1         | 1 – 4     | 2 – 0    | 3 – 2         | 2 – 1    | 1 – 1      | 2 – 3      | 3 – 1     | 0 – 2 | 4 – 1 | 4 – 2 | 3 – 1 | 0 – 2 |

## Statistieken AGOVV 1959/1960

### Eindstand AGOVV in de Nederlandse Eerste divisie B 1959 / 1960
| Stand | Gespeeld | Gewonnen | Gelijk | Verloren | Punten | Doelpunten voor | Doelpunten tegen |
| ----- | -------- | -------- | ------ | -------- | ------ | --------------- | ---------------- |
| 9e    | 32       | 15       | 2      | 15       | 32     | 71              | 61               |

### Topscorers
| Competitie \| # \| Naam \| \| \| -------------------- \| --------------- \| -- \| \| 1. \| Sietze de Vries \| 23 \| \| 2. \| Harmen de Jong \| 15 \| \| 3. \| Cees Houtveen \| 12 \| \| 4. \| Wim Bakker \| 7 \| \| 5. \| Jaap Vellekoop \| 6 \| \| 6. \| Henk Kanselaar \| 3 \| \| 7. \| Jan van Voorst \| 2 \| \| 8. \| Jan Vreugd \| 1 \| \| Onbekende doelpunten \| \| \| \| – \| Onbekend \| 2 \| \| Totaal \| Totaal \| 71 \| |                 |      |
| # | Naam            | Goal |
| 1. | Sietze de Vries | 23   |
| 2. | Harmen de Jong  | 15   |
| 3. | Cees Houtveen   | 12   |
| 4. | Wim Bakker      | 7    |
| 5. | Jaap Vellekoop  | 6    |
| 6. | Henk Kanselaar  | 3    |
| 7. | Jan van Voorst  | 2    |
| 8. | Jan Vreugd      | 1    |
| Onbekende doelpunten |                 |      |
| – | Onbekend        | 2    |
| Totaal | Totaal          | 71   |